# Joseph Nelis
Joseph Nelis (Tutbury, 1º aprile 1917 – 12 aprile 1994) è stato un calciatore belga, di ruolo attaccante.